# 小行星11495
小行星11495（11495 Fukunaga）是一颗绕太阳运转的小行星，为主小行星带小行星。该小行星于1988年12月3日发现。

## 轨道参数
小行星11495的轨道半长轴为2.4182392 UA，离心率为0.229。